# Erepta wendystrahmi
Erepta wendystrahmi ist eine ausgestorbene Landlungenschneckenart, die auf der Île aux Aigrettes und auf Mauritius vorkam. Das Artepitheton ehrt die Botanikerin und Naturschützerin Wendy Strahm.

## Merkmale
Die gesammelten Exemplare von Erepta wendystrahmi haben eine Gehäusehöhe von 4,5 mm bis 5,9 mm und einen Gehäusedurchmesser von 8,5 mm bis 10 mm. Das massive Gehäuse ist gedrückt konisch. Die Peripherie ist eckig. Die Färbung ist hell glänzend weiß. Die fünf Windungen sind regelmäßig erhöht. Die Nähte sind mäßig eingedrückt. Der Nabel (Umbilicus) ist geringfügig offen oder vollständig verdeckt von der umgeschlagenen Spindel (Columella). Etwa 20 deutliche, niedrige, breite, unregelmäßige Radialrippen sind speichenförmig am Nabel gewölbt und verschwinden nahe der Peripherie. Die äußere Mündungslippe ist dünn und etwas umgeschlagen, außer entlang der Spindel, wo sie verdickt und nach außen umgeschlagen ist. An der Spindel in der Nähe des Nabels hat sich ein leichter Kallus gebildet. Die Embryonalwindungen haben feine Spirallinien. Die nachfolgenden Windungen habe feine Spirallinien, die durch feine, in einem engen Abstand liegende Radiallinien geschnitten werden und dem Gehäuse eine gekreuzte Skulptur verleihen, wenn man es unter Vergrößerung betrachtet.
Vier der fünf von Mauritius bekannten Erepta-Arten wurden in den subfossilen Ablagerungen der Limekiln Cave auf der Île aux Aigrettes gefunden. Erepta stylodon und Erepta odontina sind kugelförmig und haben nicht die gekreuzte Skulptur von Erepta wendystrahmi. Erepta setiliris ähnelt Erepta wendystrahmi. Diese Art hat jedoch einen breiten, tief hervorgehobenen Nabel. Erepta thiriouxi ist die einzige Erepta-Art, die nicht in der Limekiln Cave gefunden wurde. Sie ist konisch und bei ihr fehlt ebenfalls die gekreuzte Skulptur. Ferner ist Erepta wendystrahmi die einzige Erepta-Art mit deutlichen speichenartigen Kämmen an der Unterseite des Gehäuses.

## Status
Der Holotypus von Erepta wendystrahmi wurde im Februar 1989 von Carl G. Jones und Owen Lee Griffiths in der Limekiln Cave auf der Île aux Aigrettes gesammelt. Weiteres Material umfasst 43 adulte und subadulte Gehäuse aus der Typuslokalität, ein adultes, subfossiles Gehäuse, das im April 1998 von Vincent Florens in einer Basaltablagerung unter einem Felsüberhang an der südlichen Kante des Bassin Blanc gesammelt wurde, ein adultes, subfossiles Gehäuse, das im Januar 1997 von Owen Lee Griffiths, in der Basaltablagerung einer Lavagrube 750 m südöstlich des Bassin Blanc gesammelt wurde sowie neun adulte subfossile Gehäuse, die im November 1997 von Owen Lee Griffiths und Jörg Hauchler in Ablagerungen an der Decke der Lion Mountain Cave II bei Treize Cantons im Osten von Mauritius gesammelt wurden. Die Kalksteinablagerungen in der Limekiln Cave werden auf ein Alter von 5.000 bis 15.000 Jahren BP datiert. Die anderen Fundstellen sind undatiert. Griffiths vermutet, auf Grundlage des Zustandes der gesammelten Gehäuse, dass sie aus dem 19. Jahrhundert stammen, wo der Wald auf Mauritius gerodet wurde. Lebende Exemplare von Erepta wendystrahmi wurden sowohl auf der Île aux Aigrettes als auch auf Mauritius nie gefunden.